# 山内隆文
山内 隆文（やまうち たかふみ、1951年（昭和26年）4月18日 - ）は、日本の政治家。元岩手県久慈市長（3期）、元岩手県議会議員（5期、自由民主党）。

## 来歴・人物
岩手県立盛岡第三高等学校、日本大学法学部卒業。1978年、日本大学大学院法学研究科政治学専攻中退。
1983年より岩手県議会議員を5期務め（無所属から自由民主党）、県議会議長も歴任する。2003年、旧久慈市の市長選に立候補。6期連続で市長を務めていた久慈義昭を破り当選した。
2006年3月26日執行の新久慈市の市長選で当選。
2009年、久慈市と提携するリトアニアのクライペダ市を訪問した。
2014年久慈市長選に立候補するも、遠藤譲一と一騎討ちになり約3千票の差で落選した。
2021年4月の春の叙勲で旭日中綬章受章。
カラオケの十八番は吉幾三の「と・も・子…」である。